# Turf Éditions
Turf Éditions est un groupe de médias français consacré aux paris hippiques et sportifs.

## Description
Turf Éditions est créé lors du rachat par Montagu Private Equity (qui possédait déjà le groupe Éditions en direct, éditeur de Paris Courses, Tiercé Magazine, Bilto, etc. depuis juillet 2004) de Paris-Turf et de Week-end auprès du groupe Socpresse en mars 2005 pour un montant qui aurait été de 40 millions d'euros ; cette reprise aurait engagé le repreneur à utiliser les imprimeries de la Socpresse durant 8 ans. 
Le nouvel ensemble, qui prend le nom de Groupe Turf Éditions, devient le premier groupe de presse hippique en France, avec plus de 260 000 exemplaires vendus chaque jour, selon l'éditeur. Le groupe emploie 210 personnes, édite sept quotidiens dont le leader du marché Paris-Turf, Paris Courses, Week-end, Bilto, Tiercé Magazine, La Gazette, Le Favori, un mensuel ainsi que le premier hebdomadaire consacré aux paris sportifs, Lotofoot Magazine.
Turf Éditions est détenu majoritairement par Montagu Private Equity (ex-HSBC Private Equity), l'un des principaux acteurs du marché européen du capital investissement. Jacques-Henri Eyraud en est le président-directeur général depuis septembre 2009. Il a succédé à Jean-Guillaume d'Ornano qui est resté au Conseil d'administration. Le Groupe est, par ailleurs, présent sur internet avec paris-turf.com et tierce-magazine.com.
L'activité presse écrite du groupe génère un chiffre d'affaires d'environ 80 millions d'euros et vend plus de 50 millions d'exemplaires en kiosque chaque année.
Au cours de l'année 2010, le groupe Turf Éditions a également saisi l'occasion de la libéralisation du marché français des paris en ligne pour diversifier son activité et pénétrer un large marché en forte croissance. Ainsi, depuis juillet 2010, Turf Éditions est devenu un des leaders français de la prise de paris hippiques en ligne via sa filiale Beturf et le site web leturf.fr.
En 2013, le groupe change de mains : le fonds Montagu Private Equity vend les 66% qu'il détient à son dirigeant, Jacques-Henri Eyraud, tandis que Jean-Claude Seroul, grand propriétaire de chevaux et fondateur des Éditions en Direct (Paris Courses), reste actionnaire minoritaire avec 34 %. Le groupe prend ensuite le nom de  Groupe Paris-Turf.
Fin 2014, le groupe rachète au PMU la société Geny Infos, deuxième groupe média hippique français, qui édite le site Geny.com, le quotidien Geny Courses, un service vocal et un service de paris en ligne Genybet.fr.
En 2020, alors que la crise du coronavirus fait cesser les sports, y compris les courses hippiques. Le groupe Turf Éditions est gravement touché économiquement au point d'y avoir une procédure de redressement judiciaire au tribunal de Bobigny. D'après certains journalistes de Turf, l'actionnaire majoritaire - Jacques-Henri Eyraud - qui est depuis président apprenti d'un club de football (depuis octobre 2016) devait se désengager de ses parts. Quatre ans plus tard, il est toujours présent au niveau de l'actionnariat, mais pas au niveau de sa présence ; ils relatent qu'il n'a pas fait d'apparition depuis quatre ans. 
Au cours de cette procédure judiciaire, le tribunal de commerce de Bobigny a retenu l'offre NJJ Presse. Qui est une holding appartenant à l'entrepreneur Xavier Niel.

## Titres édités
- Paris-Turf
- Paris Courses
- Tiercé Magazine
- Week-end
- La Gazette des courses
- Bilto
- Geny Courses
- Spéciale Dernière
- Stato
- Lotofoot Magazine

### Source
- « Turf Éditions : Nomination d'un nouveau PDG », Sport.fr, 10 septembre 2009 (consulté le 22 ars 2016).